# Villettes
Villettes ist eine französische Gemeinde mit 169 Einwohnern (Stand: 1. Januar 2022) im Département Eure in der Region Normandie (vor 2016 Haute-Normandie). Die Gemeinde gehört zum Arrondissement Bernay (bis 2017: Arrondissement Évreux) und zum Kanton Le Neubourg. 

## Geografie
Villettes liegt in Nordfrankreich etwa 25 Kilometer nordnordwestlich von Évreux. Umgeben wird Villettes von den Nachbargemeinden Venon im Norden, Canappeville im Osten, Feuguerolles im Süden, Saint-Aubin-d’Écrosville  im Westen und Südwesten sowie Ecquetot im Nordwesten.

## Bevölkerungsentwicklung
| Jahr                      | 1793 | 1851 | 1886 | 1921 | 1962 | 1968 | 1975 | 1982 | 1990 | 1999 | 2006 | 2013 |
| Einwohner                 | 341  | 270  | 162  | 163  | 107  | 101  | 82   | 91   | 124  | 125  | 167  | 185  |
| Quelle: Cassini und INSEE |      |      |      |      |      |      |      |      |      |      |      |      |

## Sehenswürdigkeiten
- Kirche Saint-Germain aus dem 18. Jahrhundert

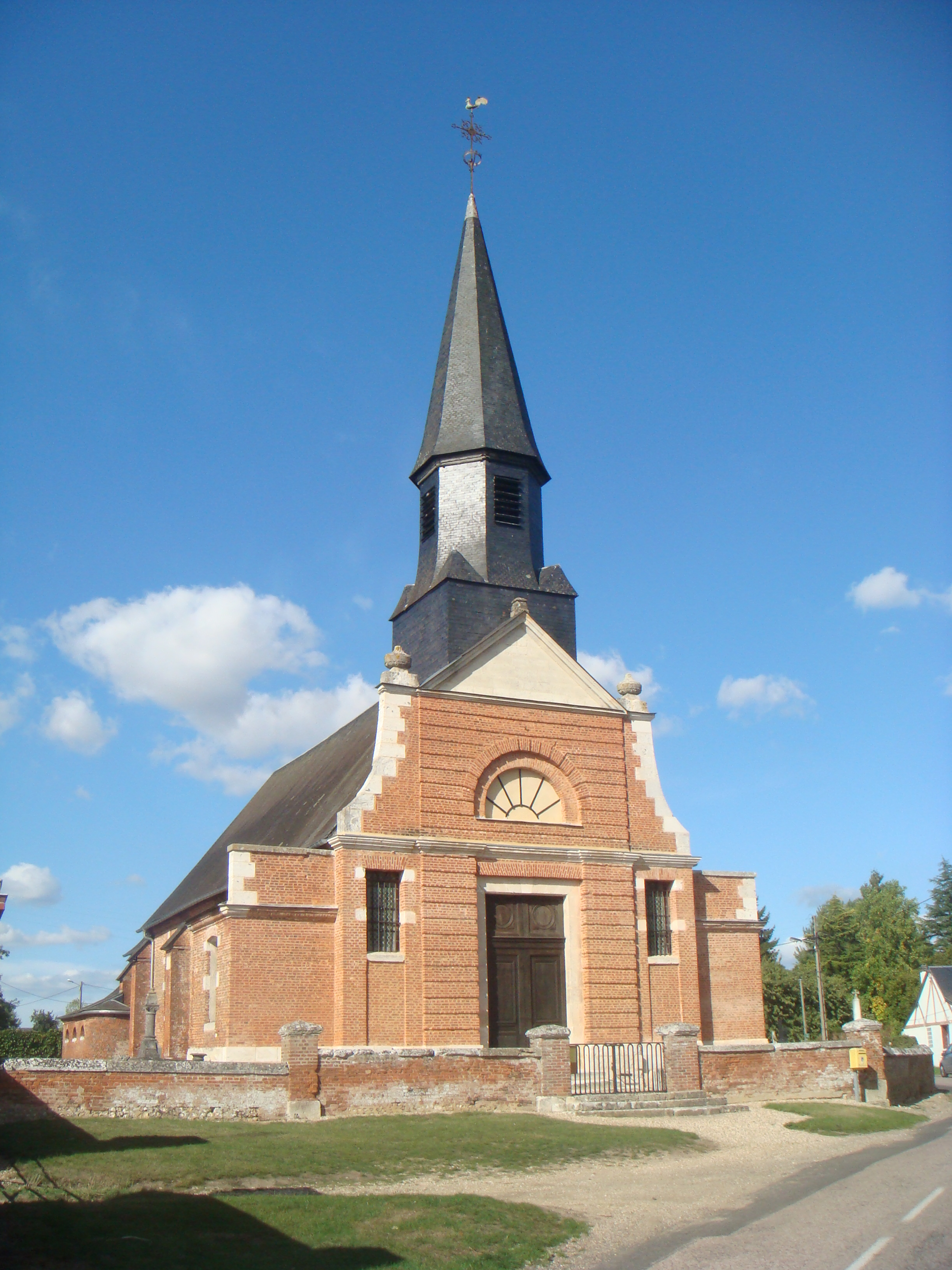
Kirche Saint-Germain

- Reste der alten Kirche